# La Bréole
La Bréole – miejscowość i dawna gmina we Francji, w regionie Prowansja-Alpy-Lazurowe Wybrzeże, w departamencie Alpy Górnej Prowansji. W 2013 roku liczba ludności wynosiła 375 mieszkańców. 
W dniu 1 stycznia 2017 roku z połączenia dwóch ówczesnych gmin – La Bréole oraz Saint-Vincent-les-Forts – utworzono nową gminę Ubaye-Serre-Ponçon. Siedzibą gminy została miejscowość La Bréole. 